# Jurij Pavlov
Jurij Viktorovič Pavlov (in russo Юрий Викторович Павлов?; Tomsk, 20 gennaio 1952 – San Pietroburgo, 4 ottobre 2004) è stato un cestista e allenatore di pallacanestro sovietico, dal 1992 russo.

## Carriera
Con lo Spartak Leningrado ha vinto il campionato sovietico nel 1975, la Coppa dell'Unione Sovietica nel 1978 e la Coppa delle Coppe nel 1972-1973 e nel 1974-75. Dal 1988 al 1991 ha ricoperto il ruolo di allenatore-giocatore del Groningen in Belgio.
Con l'Unione Sovietica ha conquistato il titolo mondiale nell'edizione 1974, oltre all'argento e al bronzo agli Europei rispettivamente nel 1975 e nel 1973.

## Palmarès
- Campionato sovietico: 1

Spartak Leningrado: 1974-75
- Coppa delle Coppe: 2

Spartak Leningrado: 1972-73, 1974-75